# مسابقات قهرمانی وزنه‌برداری جوانان و زیر ۲۳ سال اروپا
مسابقات قهرمانی وزنه‌برداری جوانان و زیر ۲۳ سال اروپا (انگلیسی: European Junior & U23 Weightlifting Championships) یک رویداد سالیانه می‌باشد که توسط فدراسیون وزنه‌برداری اروپا سازماندهی می‌شود مسابقات قهرمانی اروپا در رده جوانان از سال ۱۹۷۳ تحت عنوان مسابقات قهرمانی وزنه‌برداری جوانان اروپا برگزار می‌شد. در سال ۲۰۰۹ رقابت‌ها در دو شهر برگزار شد. مسابقات قهرمانی وزنه‌برداری جوانان اروپا در لاندسکرونا و مسابقات قهرمانی وزنه‌برداری زیر ۲۳ سال اروپا (جدید) در ووادیسواوووو. پس از آن رقابت با نام فعلی برگزار می‌شود.

## مسابقات قهرمانی
| تعداد مرد | تعداد زن | دوره | شهر میزبان                | Events |        |
| --------- | -------- | ---- | ------------------------- | ------ | ------ |
| ۱         | -        | ۱۹۷۳ |                           | ۲۷     | [ ۱ ]  |
| ۲         | -        | ۱۹۷۴ |                           | ۲۷     | [ ۲ ]  |
| ۳         | -        | ۱۹۷۵ |                           | ۲۷     | [ ۳ ]  |
| ۴         | -        | ۱۹۷۶ |                           | ۲۷     | [ ۴ ]  |
| ۵         | -        | ۱۹۷۷ |                           | ۳۰     | [ ۵ ]  |
| ۶         | -        | ۱۹۷۸ |                           | ۳۰     | [ ۶ ]  |
| ۷         | -        | ۱۹۷۹ |                           | ۳۰     | [ ۷ ]  |
| ۸         | -        | ۱۹۸۰ |                           | ۳۰     | [ ۸ ]  |
| ۹         | -        | ۱۹۸۱ |                           | ۳۰     | [ ۹ ]  |
| ۱۰        | -        | ۱۹۸۲ |                           | ۳۰     | [ ۱۰ ] |
| ۱۱        | -        | ۱۹۸۳ |                           | ۳۰     | [ ۱۱ ] |
| ۱۲        | -        | ۱۹۸۴ |                           | ۳۰     | [ ۱۲ ] |
| ۱۳        | -        | ۱۹۸۵ |                           | ۳۰     | [ ۱۳ ] |
| ۱۴        | -        | ۱۹۸۶ |                           | ۳۰     | [ ۱۴ ] |
| ۱۵        | -        | ۱۹۸۷ |                           | ۳۰     | [ ۱۵ ] |
| ۱۶        | -        | ۱۹۸۸ |                           | ۳۰     | [ ۱۶ ] |
| ۱۷        | -        | ۱۹۸۹ |                           | ۳۰     | [ ۱۷ ] |
| ۱۸        | -        | ۱۹۹۰ | Malta                     | ۳۰     | [ ۱۹ ] |
| ۱۹        | -        | ۱۹۹۱ | وارنا، بلغارستان          | ۳۰     | [ ۲۰ ] |
| ۲۰        | -        | ۱۹۹۲ | کاردیف، بریتانیا          | ۳۰     | [ ۲۱ ] |
| ۲۱        | -        | ۱۹۹۳ | والنسیا، اسپانیا          | ۳۰     | [ ۲۲ ] |
| ۲۲        | -        | ۱۹۹۴ | رم، ایتالیا               | ۳۰     |        |
| ۲۳        | -        | ۱۹۹۵ | بئرشبع، اسرائیل           | ۳۰     | [ ۲۳ ] |
| ۲۴        | -        | ۱۹۹۶ | پراگ، جمهوری چک           | ۳۰     | [ ۲۴ ] |
| ۲۵        | -        | ۱۹۹۷ | سویل (شهر), اسپانیا       | ۳۰     | [ ۲۵ ] |
| ۲۶        | ۱        | ۱۹۹۸ | صوفیه، بلغارستان          | ۴۵     | [ ۲۶ ] |
| ۲۷        | ۲        | ۱۹۹۹ | سپاوا، لهستان             | ۴۵     | [ ۲۷ ] |
| ۲۸        | ۳        | ۲۰۰۰ | رییکا، کرواسی             | ۴۵     | [ ۲۸ ] |
| ۲۹        | ۴        | ۲۰۰۱ | کالمار، سوئد              | ۴۵     | [ ۲۹ ] |
| ۳۰        | ۵        | ۲۰۰۲ | نیورو، ایتالیا            | ۴۵     | [ ۳۰ ] |
| ۳۱        | ۶        | ۲۰۰۳ | والنسیا، اسپانیا          | ۴۵     | [ ۳۱ ] |
| ۳۲        | ۷        | ۲۰۰۴ | بورگاس، بلغارستان         | ۴۵     | [ ۳۲ ] |
| ۳۳        | ۸        | ۲۰۰۵ | ترنچین، اسلواکی           | ۴۵     | [ ۳۳ ] |
| ۳۴        | ۹        | ۲۰۰۶ | پالرمو، ایتالیا           | ۴۵     | [ ۳۴ ] |
| ۳۵        | ۱۰       | ۲۰۰۷ | پوئرتو د لا کروس، اسپانیا | ۴۵     | [ ۳۵ ] |
| ۳۶        | ۱۱       | ۲۰۰۸ | دراج (آلبانی), آلبانی     | ۴۵     | [ ۳۶ ] |

| تعداد مرد | تعداد زن | دوره              | شهر میزبان            | Events |                      |
| --------- | -------- | ----------------- | --------------------- | ------ | -------------------- |
| ۳۷        | ۱۲       | ۲۰۰۹ (جوانان)     | لاندسکرونا، سوئد      | ۴۵     | [ ۳۷ ]               |
| ۳۷        | ۱۲       | ۲۰۰۹ (زیر ۲۳ سال) | ووادیسواوووو، لهستان  | ۴۵     | [ ۳۸ ]               |
| ۳۸        | ۱۳       | ۲۰۱۰              | لیماسول، قبرس         | ۹۰     | [ ۳۹ ] [ ۴۰ ]        |
| ۳۹        | ۱۴       | ۲۰۱۱              | بخارست، رومانی        | ۹۰     | [ ۴۱ ] [ ۴۲ ]        |
| ۴۰        | ۱۵       | ۲۰۱۲              | ایلات، اسرائیل        | ۹۰     | [ ۴۳ ] [ ۴۴ ]        |
| ۴۱        | ۱۶       | ۲۰۱۳              | تالین، استونی         | ۹۰     | [ ۴۵ ] [ ۴۶ ]        |
| ۴۲        | ۱۷       | ۲۰۱۴              | لیماسول، قبرس         | ۹۰     | [ ۴۷ ] [ ۴۸ ]        |
| ۴۳        | ۱۸       | ۲۰۱۵              | کلایپدا، لیتوانی      | ۹۰     | [ ۴۹ ] [ ۵۰ ]        |
| ۴۴        | ۱۹       | ۲۰۱۶              | ایلات، اسرائیل        | ۹۰     | [ ۵۱ ] [ ۵۲ ]        |
| ۴۵        | ۲۰       | ۲۰۱۷              | دراج (آلبانی), آلبانی | ۹۶     | [ ۵۳ ] [ ۵۴ ] [ ۵۵ ] |
| ۴۶        | ۲۱       | ۲۰۱۸              | زاموشچ، لهستان        | ۹۶     | [ ۵۶ ] [ ۵۷ ]        |
| ۴۷        | ۲۲       | ۲۰۱۹              | بخارست، رومانی        | ۱۲۰    | [ ۵۸ ] [ ۵۹ ]        |
| ۴۸        | ۲۳       | ۲۰۲۱              | رووانیمی، فنلاند      | ۱۲۰    | [ ۶۰ ] [ ۶۱ ]        |
| ۴۹        | ۲۴       | ۲۰۲۲              | پلوودیف، بلغارستان    | ۱۲۰    | [ ۶۲ ] [ ۶۳ ]        |